# 9 thermidor
9 messidor 9 fructidor
Le nonidi 9 thermidor, officiellement dénommé jour de la mûre, est le 309e jour de l'année du calendrier républicain.
C'était généralement le 27e jour du mois de juillet dans le calendrier grégorien.

## Événements
- An II : 27 juillet 1794.
  - Coup de force entraînant la chute des robespierristes.